# DNA (албум на „Бекстрийт Бойс“)
DNA е деветият (осми за САЩ) студиен албум на американската поп група Бекстрийт Бойс, издаден през януари 2019 година. Албумът е с общи продажби от 227 000 в САЩ и заема първо място в класацията за албуми.

## Списък с песните

### Оригинален траклист
1. Don't Go Breaking My Heart – 3:36
2. Nobody Else – 3:38
3. Breathe – 3:06
4. New Love – 3:00
5. Passionate – 3:43
6. Is It Just Me – 3:37
7. Chances – 2:53
8. No Place – 2:59
9. Chateau – 3:08
10. The Way It Was – 3:26
11. Just Like You Like It – 3:42
12. OK – 2:31

### Японско издание
1. Said I Love You – 2:50
2. Do You Remember – 2:54
3. Best Days – 3:40